# قبيح لذيذ
قبيح لذيذ أو Ugly Delicious هي سلسلة على Netflix تجمع بين السفر والطبخ والتاريخ. تسلط كل حلقة الضوء على طبق أو مفهوم واحد، وتستكشف كيفية صنعه في مناطق مختلفة وكيف يتطور.
بدأ الموسم الأول في 23 فبراير 2018 مع المضيف ديفيد تشانغ. في 22 تشرين الثاني (نوفمبر) 2018، تم تجديده لموسم ثان  والذي تم عرضه لأول مرة في 6 مارس 2020. احتوى الموسم الثاني على نصف عدد الحلقات مثل الأول، ويرجع ذلك على الأرجح إلى جدول تشانج المزدحم بشكل متزايد وولادة طفله الأول.

## المفهوم
تبحث كل حلقة في التاريخ الثقافي والاجتماعي وفنون الطبخ لطعام شائع معين. تشانج يتحدى ويستكشف المواقف في تقاليد كل طبق. كتب مايك هيل في مقالته لصحيفة نيويورك تايمز أن قبيح لذيذ هو «مقال تلفزيوني ممتد، في شكل حوارات ارتباطية حرة تدور حول العالم حول الطعام والثقافة.» 
| الموسم | الموسم | الحلقات | الحلقات | البث الأصلي    | البث الأصلي |
| الموسم | الموسم | الحلقات | الحلقات | البث الأول     | البث الأخير |
| ------ | ------ | ------- | ------- | -------------- | ----------- |
|        | 1      | 8       | 8       | 23 فبراير 2018 | سيُعلن       |
|        | 2      | 4       | 4       | 6 مارس 2020    | سيُعلن       |

## ردود الفعل
كانت المراجعات النقدية إيجابية في الغالب. حيث كانت أغلب المراجعات في روتن توميتوز تدل على موافقة بنسبة 100٪ بناءً على 21 مراجعة، بمتوسط تقييم 8.33 / 10 للموسم الأول. ينص الإجماع النقدي للموقع على أن «برنامج قبيح لذيذ يبث حياة جديدة في البرامج الوثائقية عن الطعام من خلال الاستغناء عن ادعاءات الطهي والاحتفال بمجموعة نابضة بالحياة من الأطباق التي من المؤكد أنها ستثير شهية الجمهور». أعطى ميتاكريتيك السلسلة متوسط درجات مرجح من 77 من 100 بناءً على 5 مراجعات، مما يشير إلى «المراجعات الإيجابية بشكل عام».

## روابط خارجية
- موقع ويب Ugly Delicious الرسمي على Netflix
- قبيح لذيذ  في قاعدة بيانات الأفلام على الإنترنت (بالإنجليزية)
- Ugly Delicious: Season 1